# Memoir of a Snail
Memoir of a Snail is een Australische stop-motionanimatiefilm uit 2024, geschreven, geregisseerd en geproduceerd door Adam Elliot.

## Verhaal
Grace Pudel is een jong meisje in Melbourne in de jaren 1970, dat samenwoont met haar tweelingbroer Gilbert en hun Franse vader Percy, een voormalige jongleur die in een rolstoel zit en nu een alcoholist is. Ze ontwikkelt een hobby van het verzamelen van slakken, net zoals haar moeder die stierf tijdens de bevalling. De tweeling heeft een hechte en ondersteunende relatie, en Gilbert verdedigt Grace tegen schoolgenoten die haar plagen omdat ze een hazenlip heeft.
Wanneer Percy in zijn slaap sterft, wordt de tweeling gescheiden en naar pleeggezinnen aan verschillende kanten van het land gestuurd. Grace wordt naar Canberra gestuurd, waar ze wordt opgevoed door Ian en Narelle, een aardig koppel, die swingers zijn en daardoor vaak afwezig. Gilbert wordt naar een boerenfamilie van religieuze fundamentalisten in Perth gestuurd, die hem wreed behandelen. Als tiener raakt Grace uiteindelijk bevriend met een excentrieke maar vriendelijke oudere vrouw genaamd Pinky, die ondanks wat tegenslagen, zoals het verlies van twee echtgenoten en veel banen, altijd positieve kanten in haar leven vindt. Wanneer Ian en Narelle zich bij een nudistengroep aansluiten, wordt Pinky de pleegmoeder van Grace en blijft ze haar steunen tijdens de puberteit, ondanks dat ze zich nog steeds depressief en doelloos voelt.
Als ze volwassen is, wordt Grace verliefd op Ken, een nieuwe buurman. De twee beginnen snel een liefdesrelatie en huwen. Op de dag van hun bruiloft ontvangt Grace een brief van Ruth, waarin staat dat haar broer Gilbert is omgekomen bij een brand. Grace is overstuur door zijn dood en wordt steeds depressiever naarmate ze meer verzamelt en meer eet. Grace is nog geschokter als ze Kens plakboek ontdekt, waarin staat dat hij een fetisj heeft voor grote vrouwen en dat hij haar daarvoor vet heeft gevoerd. Ze scheidt van hem, waardoor alleen Pinky voor haar kan zorgen en haar kan helpen af te vallen. Een tijdje later krijgt Pinky de diagnose van de ziekte van Alzheimer, waardoor Grace degene wordt die voor haar zorgt. Wanneer Pinky sterft, blijft Grace alleen achter en besluit zelfmoord te plegen door vergif te eten, maar ze spuugt het op het laatste moment uit als ze zich realiseert dat Pinky haar doos met spaargeld voor haar heeft achtergelaten in de aardappeltuin. In de doos zit een brief van Pinky, waarin ze Grace bedankt voor hun jaren samen en haar aanmoedigt om een nieuw leven te leiden en ze besluit de raad op te volgen.
Een jaar later leidt Grace een stabiel leven en streeft ze haar droom na om stop-motionanimator te worden. Tijdens een vertoning van haar eerste korte film komt Gilbert bij haar, die de brand heeft overleefd en uiteindelijk zijn weg naar haar heeft gevonden. Na hun emotionele hereniging leeft de tweeling weer gelukkig samen en vervullen ze eindelijk de wens van hun overleden vader om zijn as te laten uitstrooien tijdens een ritje in een achtbaan in Luna Park, het pretpark waar ze als kinderen vaak naartoe gingen.

## Stemverdeling
| Personage     | Stem             |
| ------------- | ---------------- |
| Grace Purdel  | Sarah Snook      |
| Gilbert Pudel | Kodi Smit-McPhee |
| Pinky         | Jacki Weaver     |
| Percy Pudel   | Dominique Pinon  |
| Ken           | Tony Armstrong   |
| James         | Eric Bana        |

## Productie
Memoir of a Snail werd geproduceerd over een periode van acht jaar.

## Release en ontvangst
Memoir of a Snail ging op 10 juni 2024 in première op het Festival international du film d'animation d'Annecy en won de hoofdprijs, de Cristal d'Annecy voor beste speelfilm. In oktober 2024 won hij de prijs voor beste film op het Filmfestival van Londen. De film werd in Australië genomineerd voor elf AACTA Awards 2024 en werd ook genomineerd voor een Golden Globe voor beste animatiefilm.
De film kreeg overwegend positieve kritieken van de filmcritici, met een score van 94% op Rotten Tomatoes, gebaseerd op 103 beoordelingen.

## Prijzen en nominaties
De belangrijkste:
| Jaar | Prijs                                               | Categorie                             | Genomineerde(n)                                     | Uitslag     |
| ---- | --------------------------------------------------- | ------------------------------------- | --------------------------------------------------- | ----------- |
| 2025 | Academy Awards (Oscars)                             | Beste animatiefilm                    | Beste animatiefilm                                  | Genomineerd |
| 2025 | Golden Globe Award                                  | Beste film - animatie                 | Beste film - animatie                               | Genomineerd |
| 2025 | AACTA Awards                                        | Beste film                            | Beste film                                          | Genomineerd |
| 2025 | AACTA Awards                                        | Beste regie                           | Adam Elliot                                         | Genomineerd |
| 2025 | AACTA Awards                                        | Beste scenario                        | Adam Elliot                                         | Genomineerd |
| 2025 | AACTA Awards                                        | Beste acteur                          | Kodi Smit-McPhee                                    | Genomineerd |
| 2025 | AACTA Awards                                        | Beste actrice                         | Sarah Snook                                         | Gewonnen    |
| 2025 | AACTA Awards                                        | Beste vrouwelijke bijrol              | Jacki Weaver                                        | Gewonnen    |
| 2025 | AACTA Awards                                        | Beste cinematografie                  | Gerald Thompson                                     | Genomineerd |
| 2025 | AACTA Awards                                        | Beste montage                         | Bill Murphy                                         | Genomineerd |
| 2025 | AACTA Awards                                        | Beste originele muziek                | Elena Kats-Chernin                                  | Genomineerd |
| 2025 | AACTA Awards                                        | Beste geluid                          | David Williams, Andy Wright, Lee Yee, Dylan Burgess | Genomineerd |
| 2025 | AACTA Awards                                        | Beste production design               | Adam Elliot                                         | Genomineerd |
| 2024 | Festival international du film d'animation d'Annecy | Cristal d'Annecy voor beste speelfilm | Cristal d'Annecy voor beste speelfilm               | Gewonnen    |
| 2024 | Filmfestival van Londen                             | Beste film                            | Beste film                                          | Gewonnen    |